# Куинн, Деклан
Де́клан Куи́нн (англ. Declan Quinn; род. 1957, Чикаго, США) — американский кинооператор.

## Биография
Родился в 1957 году в Чикаго, США. Учился в колумбийском колледже Чикаго. В начале карьеры работал с рок-группой U2, выступив в качестве оператора на съёмках документальных картин «The Unforgettable Fire» в 1984 году и «Outside It’s America» в 1987 году. Известен по фильмам «Покидая Лас-Вегас» режиссёра Майка Фиггиса, «Завтрак на Плутоне» Нила Джордана и «Гордость и слава» Гэвина О’Коннора. Был членом жюри на 52-м Берлинском международном кинофестивале в 2002 году.
Трехкратный лауреат премии «Независимый дух» за лучшую операторскую работу в фильмах «Покидая Лас-Вегас» в 1996 году, «Кама Сутра: История любви» в 1998 году и «В Америке» в 2004 году.
Член Ирландского и Американского общества кинооператоров.

## Избранная фильмография
- 1991 — Фредди мёртв. Последний кошмар / Freddy’s Dead: The Final Nightmare (реж. Рэйчел Талалэй)
- 1993 — Баллада о маленькой Джо / The Ballad Of Little Jo (реж. Мэгги Гринвальд)
- 1994 — Ваня на 42-й улице / Vanya On 42nd Street (реж. Луи Маль)
- 1995 — Покидая Лас-Вегас / Leaving Las Vegas (реж. Майк Фиггис)
- 1996 — Кама Сутра: История любви / Kama Sutra: A Tale of Love (реж. Мира Наир)
- 1997 — Свидание на одну ночь / One Night Stand (реж. Майк Фиггис)
- 1998 — Истинные ценности / One True Thing (реж. Карл Франклин)
- 1999 — Без изъяна / Flawless (реж. Джоэл Шумахер)
- 2000 — 28 дней / 28 Days (реж. Бетти Томас)
- 2002 — 11 сентября / 11’09’’01 September 11 (фрагмент «Индия») (реж. Мира Наир)
- 2002 — Истерическая слепота / Hysterical blindness (реж. Мира Наир)
- 2002 — В Америке / In America (реж. Джим Шеридан)
- 2003 — Дьявольский особняк / Cold Creek Manor (реж. Майк Фиггис)
- 2004 — Ярмарка тщеславия / Vanity Fair (реж. Мира Наир)
- 2005 — Разбогатей или сдохни / Get Rich or Die Tryin' (реж. Джим Шеридан)
- 2005 — Завтрак на Плутоне / Breakfast on Pluto (реж. Нил Джордан)
- 2008 — Гордость и слава / Pride and Glory (реж. Гэвин О’Коннор)
- 2008 — Рэйчел выходит замуж / Rachel Getting Married (реж. Джонатан Демми)
- 2008 — Счастливчики / The Lucky Ones (реж. Нил Бёргер)
- 2009 — Нью-Йорк, я люблю тебя / New York, I Love You (реж. Мира Наир)
- 2009 — Частная жизнь Пиппы Ли / The Private Lives of Pippa Lee (реж. Ребекка Миллер)
- 2012 — Быть Флинном / Being Flynn (реж. Пол Вайц)
- 2013 — Экзамен для двоих / Admission (реж. Пол Вайц)
- 2015 — Рики и Флэш / Ricki and the Flash (реж. Джонатан Демми)
- 2017 — Хижина / The Shack (реж. Стюарт Хэзелдайн)